# Шелагин, Валентин Евгеньевич
Валентин Евгеньевич Шелагин (1913, Санкт-Петербург, Российская империя — декабрь 1941, под Волховом, СССР) — советский футболист, нападающий.

## Биография
Младший из футбольной семьи братьев Шелагиных (старшие — Евгений и Борис). В футбол начал играть в 10 лет, работал на Кировском и Ленинградском механическом заводах, с 1933 года — в команде «Промкооперация».
В 1935 году поступил в Ленинградский институт имени Лесгафта и стал выступать за его первую клубную команду. В начале 1938 был приглашён в «Зенит», за который в первенстве забил 17 мячей. Финалист Кубка СССР 1939 года.
Институт окончил в 1940 году.
После начала Великой Отечественной войны ушёл на фронт, погиб в бою под Волховом в декабре 1941.